# Cantone di Roquestéron
Il Cantone di Roquestéron era una divisione amministrativa dell'arrondissement di Nizza.
A seguito della riforma approvata con decreto del 24 febbraio 2014, che ha avuto attuazione dopo le elezioni dipartimentali del 2015, è stato soppresso.

## Composizione
Comprendeva 9 comuni:
- Bonson
- Sigale
- Cuébris
- Gilette
- Pierrefeu
- Revest-les-Roches
- Roquestéron
- Toudon
- Tourette-du-Château